# Конфедерадос

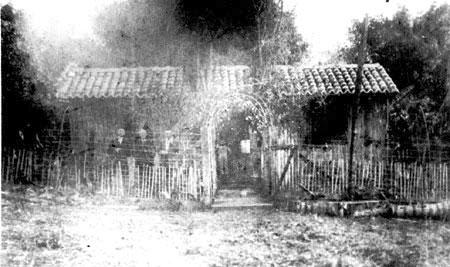
Дом первой семьи конфедерадос в Американе.

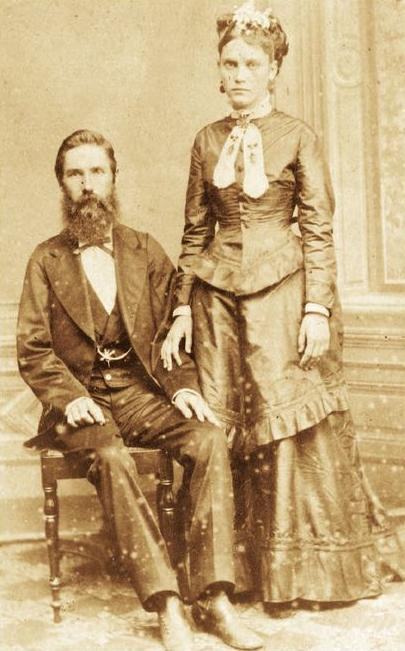
Конфедерадос Джозеф Уитакер и Изабель Норрис

Конфедерадос (порт. confederados) — этническая группа в Бразилии, ведущая своё происхождение от приблизительно 10 000 американцев-конфедератов, которые иммигрировали из США, главным образом в район города Сан-Паулу, после Гражданской войны. Хотя многие из них впоследствии вернулись в Соединённые Штаты, некоторые остались в Бразилии, и потомков конфедерадос можно обнаружить во многих городах по всей территории Бразилии.

## Происхождение
В 1865 году, когда Гражданская война в США подходила к концу, значительное число американских южан покинули Юг: многие переехали в другие области Соединённых Штатов, такие как американский Запад, но некоторые покинули и саму страну. Самой популярной страной для эмиграции у южан была Бразилия.
Император Бразилии Педру II активно поощрял выращивание хлопка. После Гражданской войны в США император предложил потенциальным иммигрантам дотации на транспорт до Бразилии, дешёвую землю и налоговые льготы. Президент Конфедерации Джефферсон Дэвис и генерал Роберт Ли протестовали против эмиграции южан, но многие игнорировали их требования и решили создать новую жизнь вдали от разрушений войны и устанавливаемых северянами правил Реконструкции.
Многие южане, которые приняли предложение императора, потеряли свою землю во время войны, не хотели жить под властью армии завоевателей или просто не надеялись на улучшение экономического положения на Юге. Кроме того, в Бразилии по-прежнему существовало рабство (оно не было отменено до 1888 года). Несмотря на то, что ряд государственных историков пишут о том, что распространение рабства среди иммигрантов было массовым, Алсидес Гуисси, независимый исследователь из Государственного университета Кампинас, считает, что лишь четыре семьи бывших конфедератов владели всего 66 рабами в период с 1868 по 1875 год. Большинство иммигрантов происходили из штатов Алабама, Техас, Луизиана, Миссисипи, Джорджия и Южная Каролина.
Нет возможности определить, сколько всего американцев эмигрировало в Бразилию в годы после окончания Гражданской войны в США. Как отмечается в неопубликованном исследовании, Бетти Антунес де Оливейра обнаружил в записях порта Рио-де-Жанейро данные о том, что около 10 000 американцев прибыли в Бразилию в период с 1865 по 1885 год. Другие исследователи указывают количество в 20 000. Неизвестное число из них затем вернулись в Соединённые Штаты, когда условия на Юге США улучшились. Большинство иммигрантов приняли бразильское гражданство.
Иммигранты поселились в разных местах, начиная от городских районов Рио-де-Жанейро и Сан-Паулу и до региона северной Амазонии, особенно в Сантарене и Паране на юге страны. Большинство конфедерадос поселилось вблизи Сан-Паулу, примерно в двух часах езды на север, в районах современных Санта-Барбара-д’Уэсти и Американы. Название последней происходит от Vila dos Americanos, как её называли местные жители. Первым известным конфедерадос был полковник Уильям Норрис из Алабамы. Колонию в Санта-Барбара-д’Уэсти иногда называли колонией Норриса.
Программа Педру II была признана успешной как для иммигрантов, так и для бразильского правительства. Поселенцы быстро завоевали репутацию честных и упорных тружеников и принесли с собой современные методы ведения сельского хозяйства для хлопка, а также новые пищевые культуры, таких как арбуз и орех пекан, которые распространились среди местных бразильских фермеров. Некоторые блюда американского Юга были также приняты бразильской культурой в целом, такие как шахматный пирог, пирог с уксусом и южный жареный цыплёнок.
В начале конфедерадос продолжали сохранять многие элементы американской культуры: например, создали первые баптистские церкви в Бразилии. В отличие от порядков на Юге, конфедерадос также обучали рабов и чернокожих вольноотпущенников в своих новых школах.
Несколько освобождённых незадолго до эмиграции рабов в США эмигрировали вместе со своими бывшими хозяевами-конфедератами, а в некоторых случаях со своими бывшими владельцами, уже давно будучи вольноотпущенниками. Один из таких бывших рабов, Стив Уотсон, стал администратором лесопилки его бывшего владельца, судьи Дайера Техаса. По возвращении в США (из-за тоски по родине и финансовой несостоятельности) Дайер продал своё оставшееся имущество, лесопилку и 12 акров земли, Уотсону. В области долины Жукуйя есть много бразильских семей с фамилией Вассан (Vassão), португальского произношения «Уотсон».